# Вануйлаваяха
Вануйлаваяха (устар. Вауйлова-Яга) — река в России, течёт по территории Заполярного района Ненецкого автономного округа. Вытекает из озера у северо-восточной оконечности Коровинского хребта. Впадает в озеро Хвостатое-То (Хвосталь-То).
Длина реки составляет 13 км.

## Данные водного реестра
По данным государственного водного реестра России относится к Двинско-Печорскому бассейновому округу, водохозяйственный участок реки — Печора от водомерного поста Усть-Цильма и до устья, речной подбассейн реки — бассейны притоков Печоры ниже впадения Усы. Речной бассейн реки — Печора.
Код объекта в государственном водном реестре — 03050300212103000084312.